# چیووکووو
چیووکووو (به لهستانی:  Ciołkowo) یک روستا در لهستان است که در گمینا کروبیا واقع شده‌است. چیووکووو ۲۶۸ نفر جمعیت دارد.